# Protapiocera
Protapioceridae zijn een uitgestorven geslacht van de tweevleugelige familie Protapioceridae. De wetenschappelijke naam van het geslacht is voor het eerst geldig gepubliceerd in 1998 door Ren.

## Soorten
De volgende soorten zijn bij het geslacht ingedeeld:
- Protapiocera megista Ren, 1998[1]
- Protapiocera ischyra Ren, 1998[1]
- Protapiocera convergens Zhang, Yang & Ren, 2007